# Marknadsföreningen i Helsingborg
Marknadsföreningen i Helsingborgsregionen (MiH) är en förening för människor med intresse för marknadsföring i Helsingborgsregionen och nordvästra Skåne.

## Historia
MiH grundades den 24 mars 1933 som Hälsingborgs Reklamförening efter initiativ från Helsingborgs Gummifabriks reklamchef, Torsten Wahlberg. I starten hade man endast blygsamma 24 medlemmar, men redan efter ett år hade medlemsantalet ökat till 104 aktiva medlemmar. Det nuvarande namnet antogs då föreningen år 1968 blev medlem i Sveriges Marknadsförbund. Den vänder sig till människor med intresse för marknadsföring i Helsingborgsregionen och nordvästra Skåne. Från början innefattade föreningen endast Helsingborg, men numera har dess område vidgats till att innefatta hela Helsingborgsregionen. Utvidgningen har resulterat i en stark ökning i antalet medlemmar, idag har föreningen drygt 1500 medlemmar och arrangerar runt 50 arrangemang per år. 
Marknadsföreningen i Helsingborgsregionen har utsetts till årets Marknadsförening 2006 och 2010. Utmärkelsen delas ut av Sveriges Marknadsförbund till en av de 30 föreningarna runt om i landet. 

## Utmärkelser
Föreningen delade under åren 1966 till 1997 ut utmärkelsen Måns Bock, som är ett pris för personer eller organisationer som utfört värdefulla insatser inom sina respektive områden, vilka varit till gagn för Helsingborg och dess omnejd. Denna utmärkelse kallas sedan 2000 istället för Guldkärnan. 
Man ligger bakom flera olika arrangemang, bland annat MiH Future och Frukostklubben, som hålls varje fredagsmorgon och består av olika temaföredrag.